# Kars (district)
Kars (Koerdisch: Qers) is een Turks district in de provincie Kars en telt 110.443 inwoners (2007). Het district heeft een oppervlakte van 1804,6 km². Hoofdplaats is Kars.
De bevolkingsontwikkeling van het district is weergegeven in onderstaande tabel.
| 1997    | 2000    | 2007    |
| ------- | ------- | ------- |
| 121.267 | 114.071 | 110.443 |